# Ensemble Les Timbres
Pour les articles homonymes, voir Timbre.
Les Timbres est un ensemble de musique principalement instrumental, spécialisé dans le répertoire ancien et la musique de chambre notamment autour du trio violon, viole de gambe, clavecin. Créé en 2007 par Yoko Kawakubo, Myriam Rignol et Julien Wolfs, ils en assurent tous trois la direction artistique.
L’ensemble propose à la fois un répertoire musical en lien avec sa formation en trio ainsi que des projets artistiques avec un effectif plus important où se mêlent chant, danse, théâtre,.
Les membres sont impliqués dans la diffusion et la transmission de la musique auprès des publics jeunes et moins jeunes. Ils ont dans ce sens développé un projet de concert interactif nommé Le Tournoi Musical.

## Historique

### Création
Composé de Yoko Kawakubo (violon), Myriam Rignol (viole de gambe) et Julien Wolfs (clavecin), l’ensemble se forme au Conservatoire national supérieur de musique et de danse de Lyon,. Il porte tout d’abord le nom d’Estampes.
Sous ce patronyme, l’ensemble est lauréat en 2008 du 10e Concours International de Musique de Chambre Premio Bonporti,.
C’est aussi sous ce nom, qu’il remporte en 2009 le premier prix du Festival de musique ancienne de Bruges  ainsi que celui de la meilleure création contemporaine. La pièce est composée à trois sous le pseudonyme Yoju-Mi Kawori reprenant les premières syllabes de leurs prénoms et de leurs noms,.
L’ensemble change par la suite de nom pour mieux correspondre à ses intentions musicales.

### Festivals et résidences
L’ensemble se produit dans de nombreux festivals d’Europe, principalement en France et en Belgique mais aussi en Suisse, Allemagne, Espagne et Pologne. Il se rend aussi fréquemment au Japon,.
Il participe notamment aux festivals suivants :  
- festival Musique & Mémoire[12]
- festival Bach en Combrailles [13]
- festival d’Ambronay[3]
- festival baroque de Tarentaise [14]
- festival Embaroquement Immédiat[15]
- MA festival de Bruges (Belgique)
- festival Muzyka w Raju (pl) (Pologne)[16]
- Tokyo Opera City (Japon)[9].

De 2014 à 2016, il devient ensemble associé en résidence au festival Musique & Mémoire. Voulant saluer l’engagement et l’excellence de l’ensemble, le festival reconduit exceptionnellement son partenariat pour trois nouvelles années de 2017 à 2019,.
En 2019, il commence une nouvelle résidence au festival Bach en Combrailles . Dans ce cadre, il a participé à la création d’une cantate commandée par le festival à Philippe Hersant,,.

## Répertoire et projet artistique

### Effectif
L’effectif est à géométrie variable autour du trio fondateur violon, viole de gambe, clavecin. L'ensemble s’associe avec d’autres musiciens pour des projets à plus grand effectif .
Depuis 2010, l’ensemble a créé un partenariat avec l’ensemble japonais Harmonia Lenis, avec lequel il a enregistré un disque. Cette collaboration donne lieu à des tournées en Europe et au Japon, chaque année en alternance,,.
En 2018, pour les Concerts Royaux de François Couperin, il a collaboré avec Elise Ferrière,  Dana Karmon, Maite Larburu, Stefanie Troffaes, Mathilde Vialle, Benoit Laurent et Nicolas Muzy.
Souvent de formes originales, leurs projets ont pour but de toucher un public le plus large possible. L’ensemble travaille en ce sens avec d’autres disciplines artistiques telles que le théâtre avec Céline Barbarin et Emmanuel Ménard, la vidéo avec Noé Michaud, ou encore la danse,,.
Le chanteur Marc Mauillon est le partenaire privilégié de l’ensemble pour des projets avec voix ainsi que Julia Kirchner et Elodie Fonnard,,.

### Réalisations

#### Quelques exemples en trio
- intégrale des Pièces de Clavecin en Concerts de Jean-Philippe Rameau dans lesquelles l’ensemble utilise une viole de gambe à 8 cordes après avoir fait des recherches en ce sens avec le luthier Tilman Muthesius[33].
- intégrale des Sonates en trio, opus 1 et 2 de Dietrich Buxtehude[4],[34].
- intégrale des Morceaux de symphonie pour le violon, la viole et le clavecin (1723) de Marin Marais[35].

#### Quelques exemples en grande formation et dans des formes originales
- Opéras du grand répertoire en versions de chambre :  L'Orfeo de Monteverdi, Proserpine de Lully. Ces réécritures basées sur des pratiques historiques permettent à l'ensemble de transporter ce répertoire dans des lieux atypiques ou dans des lieux n'ayant pas l'infrastructure pour recevoir un opéra[1],[36].
- Le Tournoi musical : concert et compétition musicale interactive[3],[37]
- Pièces du temps en concerts : musique, vidéo et horlogerie en collaboration avec le Musée du Temps de Besançon[38],[29].
- La musique de Shakespeare : concert théâtralisé[39]
- Le syndrome d’Orphée : récital théâtralisé [40],[41]
- Blanche-Neige et les sept Notes : conte musical[2],[28]

### Action culturelle
Les trois musiciens fondateurs sont également pédagogues. Ils font partie de l’institut d’O Passo, une méthode d’éducation musicale. Ils interviennent également dans des cadres de formations professionnelles tout autant que dans des écoles primaires, maternelles, collèges, lycées,,. L’ensemble réalise un important travail de sensibilisation du public.
Ils enseignent en Conservatoire de Région ainsi qu’en Conservatoire Supérieur.

## Prix et distinctions
- 2008 - 4e premio, prix du public et prix spécial du jury pour la meilleure interprétation de la basse continue au 10e Concours international de musique de chambre Premio Bonporti [7],[8].
- 2009 - 1er prix du Festival de musique ancienne de Bruges et prix de la meilleure création contemporaine sous l’acronyme YoJu-Mi KaWoRi[6],[46]
- 2012 - prix Pro Musicis[7],[47]
- 2013 - 3e prix et prix du public du Internationale Telemann Wettbewerb à Magdebourg [48]

## Discographie
Les Timbres enregistrent sous le label Flora. Quatre de leurs cinq enregistrements ont reçu un diapason d’or,,,.
- 2014 -  Pièces de Clavecin en concert, intégrale - Jean-Philippe Rameau[54]
- 2015 - La Suave melodia avec Harmonia Lenis - Andrea Falconieri,  Dario Castello, Giovanni Paolo Cima, Tarquinio Merula, Marco Uccellini, Giovanni Battista Buonamente, Giovanni Gabrieli, Giovanni Battista Riccio, Francesco Turini, Giovanni Martino Cesare, Agostino Guerrieri[55]
- 2018 - Concerts Royaux - François Couperin[56]
- 2020 - Sonate à doi, violine & viola da gamba con cembalo opus I & 2 - Dietrich Buxtehude[57]
- 2022 - La Gamme - Marin Marais[58]

## Publication
Yoko Kawakubo, Myriam Rignol, Julien Wolfs, L'improvisation à plusieurs : un moyen et une fin, Mémoire, CNSMD, Lyon, 2013, 103 p.

## Accueil critique
Leurs productions  sont accueillies avec enthousiasme par la presse spécialisée,.
"Déjà couverts d’or chez Rameau et Couperin, Les Timbres subjuguent par leur finesse dans des trios qui débordent d’inventivité et de charme"
"Les Timbres est un ensemble techniquement virtuose, musicalement complice, poétiquement juste. Que demander de plus ?"

## Soutiens
L’ensemble les Timbres est membre de la FEVIS